# Tamarixia dryi
Espèce
Tamarixia dryi est une espèce d'hyménoptères de la famille des Eulophidae. Cette petite guêpe est un parasitoïde des pucerons ou des psylles.

## Description
L'holotype de Tamarixia dryi, un mâle, mesure 1,3 mm de long et présente une envergure de 2,6 mm. Son corps est noirâtre mais ne présente pas de reflets métalliques.

### Un parasitoïde efficient deTrioza erytreae
Tamarixia dryi est un parasitoïde primaire hautement spécifique, son introduction a permis d'éradiquer Trioza erytreae psylle africain des agrumes (organisme de quarantaine des agrumes en droit européen) de diverses zones affectées sans danger pour la faune endémique. Une étude espagnole (2019) l'a évalué sur onze espèces de psylles et validé son introduction dans la zone de libre circulation des végétaux européenne.   
Tamarixia radiata est une espèce proche qui attaque le psylle asiatique des agrumes (Diaphorina citri) autre vecteur de la dévastatrice maladie du Huanglongbing.

## Répartition
Tamarixia dryi se rencontre dans le Sud de l'Afrique et au Cameroun et a été introduit à La Réunion en 1974.

## Taxonomie
Le nom valide complet (avec auteur) de ce taxon est Tamarixia dryi (Waterston, 1922).
L'espèce a été initialement classée dans le genre Tetrastichus sous le protonyme Tetrastichus dryi Waterston, 1922,.
Tamarixia dryi a pour synonyme :
- Tetrastichus dryi Waterston, 1922

Il existe plusieurs sous-espèces de T. dryi en Afrique du Sud et de l’Est du Cameroun.

### Étymologie
Son épithète spécifique, dryi, lui a été donnée en l'honneur de l'entomologiste et généticien Francis William Dry (en) (1891-1979) qui a collecté l'holotype à Kabete (en) au Kenya.

### Publication originale
- (en) James Waterston, « On the Chalcidoid Parasites of Psyllids (Hemiptera, Homoptera) », Bulletin of Entomological Research, Cambridge University Press et Institut international d'entomologie (d), vol. 13, no 01,‎ avril 1922, p. 41-58 (ISSN 0007-4853 et 1475-2670, OCLC 1537749, DOI 10.1017/S0007485300045235, lire en ligne).

## Historique
En 1978, B. Aubert, J-M Bové et J. Etienne (Fruits 33 - 12) publient La lutte contre la maladie du greening des agrumes à l'île de la Réunion. Résultats et perspectives. Ce texte analyse l'effet de l'introduction en 1974 de Tamarixia dryi puis du lâcher de 4 600 parasitoïdes en 1978 dans un contexte insulaires avec des résultats exceptionnels conduisant à la disparition en 1980 de Trioza erytreae - psylle africain des agrumes, vecteur du greening - de la Réunion.
T. erytreae s'est établi dans les îles de Macaronésie en 1994 à Madère (Portugal) puis aux îles Canaries en 2002 et au Portugal continental de 2015 à 2017. 
En Guadeloupe, Diaphorina citri (Kuwayama) été signalé en janvier 1998. L'introduction (environ 1 000 individus) de T. radiata depuis La Réunion a été réalisée en janvier 1999.
Des lâchers de Tamarixia dryi ont eu lieu à Tenerife au printemps 2018, elle s'est établie avec succès aux Canaries. En 2020 la proportion de sites infestés par le psylle est passée de 80 % à moins de 5 % à Tenerife, La Palma et Grande Canarie. En trois ans le vecteur du HLB, T. erytreae a été contrôlé aux îles Canaries. 

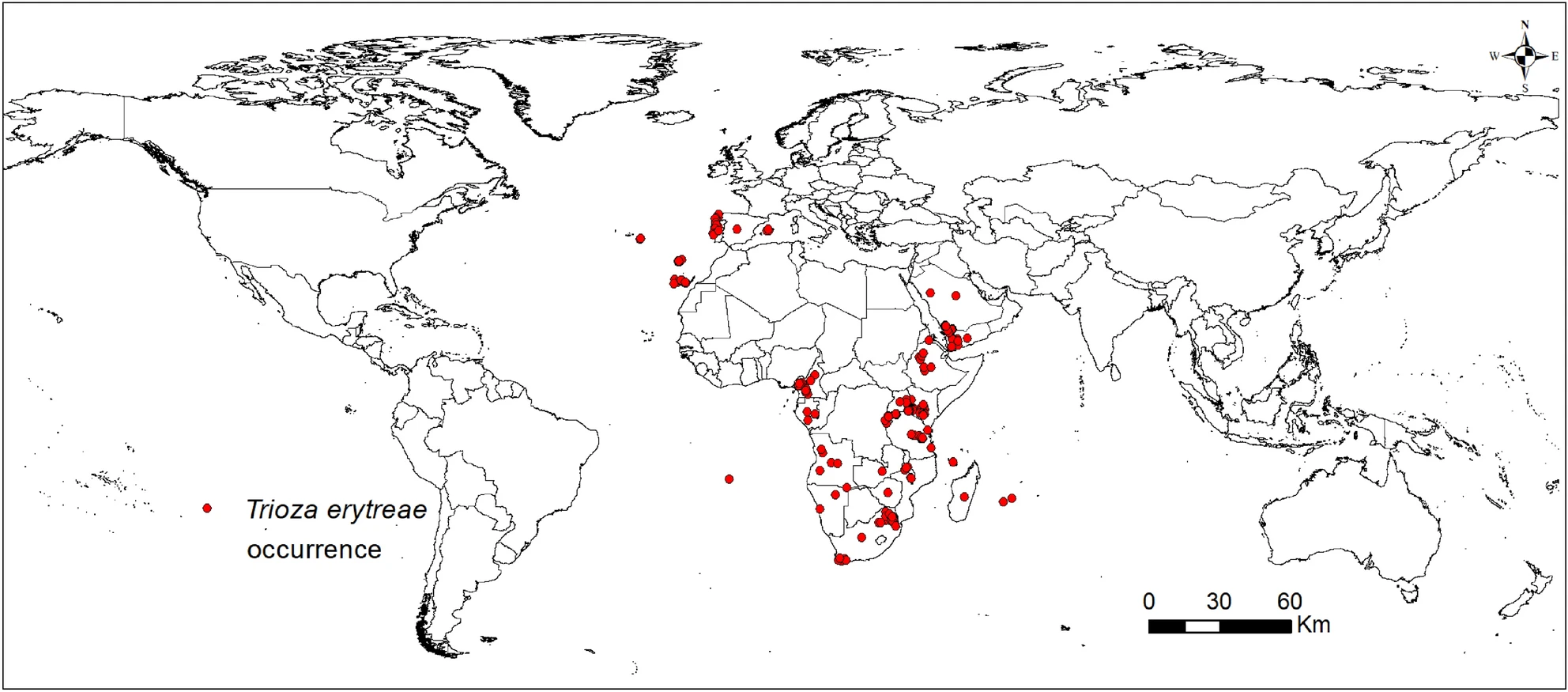
Présence du psylle africain des agrumes Trioza erytreae (Nature, 2022)

Au Portugal continental les lâchers de Tamarixia dryi en coordination avec l’Instituto Superior de Agronomia espagnol ont abouti à une éradication en juillet 2024 dans le sud du pays (Alentejo et Algarve, on sait que les hautes températures et l'air sec sont défavorables à T. erytreae). Le vecteur Trioza erytreae est toujours présent dans le nord-ouest littoral mais déclaré sous contrôle et ne présentant plus de danger.